# Стріха Віталій Іларіонович
Віта́лій Іларіо́нович Стрі́ха (30 травня 1931, Київ — 8 лютого 1999, Київ) — український фізик, педагог і громадський діяч. Доктор фізико-математичних наук (1970). Професор (1973). Завідувач кафедри фізики напівпровідників (1975–1996), проректор з навчальної (1984–1985) та наукової роботи (1985–1990) Київського університету. Лавреат Державної премії УРСР в галузі науки і техніки (1970). Ініціатор створення (1992) і перший президент Академії наук вищої школи України. Батько Максима Стріхи.

## Біографія
Народився в Києві в інтелігентній українській родині. Батько Іларіон Панасович Стріха був кандидатом наук, провідним у Радянському Союзі фахівцем із механічної обробки деревини. Мати Наталія Андріївна Бурчик усе життя пропрацювала геологом, описала в Україні близько сотні сімейств будівельних глин. Родинне життя Іларіона Афанасійовича й Наталії Андріївни не склалося — перед війною вони розлучились.
Жили Стріхи в Києві на Лук'янівці — на вулиці Дикій (нині Студентський провулок). Через війну Віталій середню освіту здобув, коли йому вже було 19 років: 1950 року із золотою медаллю закінчив Київську середню школу № 55. Того ж року він вступив на фізичний факультет Київського державного університету імені Тараса Шевченка.
1952 року Віталій Стріха продовжив навчання на новоствореному радіофізичному факультеті Київського університету, який закінчив 1955 року. Відтоді й до останніх днів життя наукова й педагогічна робота Віталія Стріхи пов'язана саме з цим навчальним закладом, де він пройшов шлях від інженера до керівника створеної ним проблемної лабораторії фізики та техніки напівпровідників (1964–1999), завідувача кафедри фізики напівпровідників (1975–1996), проректора з навчальної (1984–1985) та наукової (1985–1990) роботи.
Київський університет кілька разів висував Стріху для голосування в члени-кореспонденти Академії наук України. І щоразу йому не вистачало кількох голосів для необхідних 2/3.
Упродовж останніх восьми років життя головною справою для Віталія Стріхи стала заснована ним Академія наук вищої школи України. Він вірив, що майбутнє саме за такими громадськими науковими асоціаціями, які допоможуть науковій спільноті проявити ініціативу. Стріха також був переконаний: перспектива — за університетською системою організації науки. Як доказ наводив цифру: понад 80 % нобелівських лауреатів працювали саме в університетах, де залучення студентської та аспірантської молоді створює особливе живильне середовище для появи нових наукових ідей.
З майбутньою дружиною — Надією Гулою — познайомився влітку 1958 року в туристській мандрівці річкою Білою. Після цього ще майже 40 років як «вождь туристського народу» водив сформовану байдарочну групу, яка мала свої традиції, історію та фольклор.
Рівно за місяць до смерті, 8 січня 1999 року, перебуваючи на відпочинку в Конча-Заспі, Віталій Стріха на аркуші паперу у восьми пунктах виклав основне, що ним зроблено в житті:
| 1. Зібрано туристську групу, з якою здійснено понад 40 походів (близько 10 тисяч кілометрів). |
| 2. Створено унікальну кафедру (11 докторів наук, 4 державні премії, звання «зразкової» і т. д.). |
| 3. Створено наукову школу з контактних явищ (5 докторів, 30 кандидатів, 12 монографій, 5 всесоюзних конференцій і т. д.). |
| 4. Прочитано курси лекцій для понад 10000 студентів (понад 2000 лекцій). |
| 5. Задумано та організовано Академію наук вищої школи України (418 академіків, 2800 докторів, 13000 кандидатів). |
| 6. Організовано лінію Україна — Франція (наукова робота, підготовка фахівців і т. д.). |
| 7. Організовано нові наукові напрямки (біосенсори, пористий кремній як матеріал для сенсорики). |
| 8. Народив сина, здатного примножити цей список. |
Поховано вченого на Байковому кладовищі в Києві.
Син Максим Стріха також став фізиком. Після смерті батька він так охарактеризував його покоління:
| Батько був із того чудового покоління шістдесятників, яке вміло об’єднувати працелюбність і романтику, любов до свободи та несприйняття наживи й голої меркантильності. Ті фізики в строкатих сорочках робили неймовірні відкриття та вірили, що настане час, коли спаде завіса ідеологічних приписів і можна буде дихати на повні груди. |

## Наукова кар'єра
Закінчив кафедру фізики напівпровідників Київського державного університету ім. Т. Г. Шевченка в 1955 р. і був прийнятий на роботу в наукову лабораторію радіофізичного факультету. Пройшов шлях від наукового співробітника, старшого наукового співробітника, завідувача лабораторії до професора, завідувача кафедрою фізики напівпровідників (1975–1996), з 1984 р. по 1990 р. займав посаду проректора з наукової роботи Київського університету.
У 1962 р. В. Стріха захистив кандидатську дисертацію «Дослідження фізичних процесів у точкових діодах і їхній зв'язок із властивостями напівпровідника» (науковий керівник — професор Вадим Лашкарьов, один із фундаторів напівпровідникової науки в Україні). З 1970 р. В. Стріха — доктор фізико-математичних наук (дисертація «Вивчення фізичних властивостей контакту метал-напівпровідник»), з 1973 р. — професор.
На радіофізичному факультеті КДУ імені Т. Шевченка В. Стріха підготував і до останніх днів життя читав сім нових спецкурсів (серед них найголовніші — «Контактні явища у напівпровідниках», «Методи досліджень напівпровідників»). Читав також лекційні курси в низці іноземних університетів (Римський університет, Італія, Ягеллонський університет у Кракові, Польща, «Еколь Сентраль» у Ліоні, Франція, Братиславський університет, Словаччина, та інші).

## Наукові досягнення
Основний напрямок наукової діяльності — вивчення фізичних основ роботи та застосування контактних структур і, головним чином, контакту метал — напівпровідник з бар'єром Шотткі. Вперше експериментально обґрунтована фізична модель реального контакту, в якій враховані зазор між металом та напівпровідником та поверхневі стани в контакті. На базі цієї моделі розвинено теорію реальних контактів, передбачено ряд нових фізичних ефектів: зміна вольт-амперних характеристик з частотою, слабка залежність ємності від напруги, ділянки вольтамперних характеристик з від'ємним опором та інше. Розроблена теорія роботи надвисокочастотних приладів з бар'єром Шотткі, сонячних елементів на базі контакту метал — напівпровідник і на основі результатів теорій проведена оптимізація параметрів цих приладів. На основі контактних багатошарових структур створений та досліджений новий клас приладів — біосенсори. Розроблена теорія проходження темнових та світлових струмів у багатошарових структурах із поруватим кремнієм.

## Праці
Основні наукові роботи — в галузі вивчення та застосування контакту метал-напівпровідник. Разом зі співробітниками розробив та експериментально підтвердив теорію реального контакту з урахуванням проміжного шару та поверхневих станів, уперше довів участь поверхневих станів у переносі струму, провів широкі дослідження поверхневих станів для різних контактів. Передбачив та виявив низку нових фізичних ефектів. Це дозволило розробити та впровадити у виробництво широкий клас надвисокочастотних діодів та інтегральних схем.
Професор Стріха є автором понад 350 наукових праць, серед яких 7 монографій, 3 підручники та посібники. Список його статей та брошур налічує близько 300 найменувань. Він є одним з авторів більше ніж 30 рукописних звітів, захищених за межами університету, 3 навчальних посібників та 1 підручника. Ним розроблено та прочитано 7 спеціальних нормативних курсів. Серед них «Контактні явища у напівпровідниках», «Методи досліджень напівпровідників», «Напівпровідникові сенсори» та інші. Під його керівництвом захищено 30 кандидатських (одна з них громадянкою КНР) та 4 докторських дисертації. Він був членом редколегії декількох наукових збірників, зокрема такого як «Известия вузов. Физика».
Стріха був керівником державної науково-технічної комплексної програми «Нетрадиційні джерела енергії, включаючи сонячні, вітрові та електрохімічні», спільної міжвідомчої наукової програми АН УРСР та Мінвузу УРСР (1992–1996). Він був головою декількох Координаційних рад і секцій, 1992 року організував та очолив Академію наук вищої школи України.
- «Теоретические основы работы контакта металл-полупроводник» (К.: Наукова думка, 1974 — 264 с.),
- «Контактные явления в полупроводниках» (К.: Вища школа, 1982. — 224 с.),
- «Контактні явища в напівпровідниках» (разом із Г. І. Пекою, К.: Либідь, 1992. — 240 с.),
- «Солнечные элементы на основе контакта металл-полупроводник» (разом з С. С. Кільчицькою, Санкт-Петербург: Энергоатомиздат, 1992. — 136 с.) та ін.

## Наукова школа
Професор Стріха був організатором і керівником наукової школи з вивчення фізичних явищ у контактах метал-напівпровідник та приладів на основі контакту. Вона бере відлік від створення на кафедрі Проблемної лабораторії фізики та техніки напівпровідників, науковим керівником якої він був з 1961 до 1999. Школа має широке наукове визнання та послідовників як в Україні, так і за кордоном.
Підготував 5 докторів та 28 кандидатів наук.
Наукову школу, створену Стріхою, представляють доктори фізико-математичних наук Дмитро Шека, Василь Ільченко, Борис Муравський, Валерій Скришевський, Геннадій Кузнєцов, кандидати наук Світлана Кільчицька, Володимир Ільченко, Анатолій Шкавро, Георгій Воробець і багато інших науковців в Україні та за її межами.
Наукова школа Віталія Стріхи плідно співпрацює з науковцями Франції, США, Німеччини, Росії, Японії, Польщі, Бельгії, Чехії, Словаччини, Китаю, Кореї, Тайваню, інших країн.

## Відзнаки та нагороди
- Державна премія УРСР в галузі науки і техніки (1970).
- «Диплом почета» ВДНГ СРСР.
- Почесна грамота МВССО УРСР.
- Нагорода Ярослава Мудрого Академії наук вищої школи України (1995) — за підручник «Поверхневі та контактні явища у напівпровідниках».
- Нагорода Володимира Великого Академії наук вищої школи України (2004, посмертно).
- Соросовський професор (1995, 1997).

У листопаді 1998 року Вчена рада радіофізичного факультету рекомендувала надати Стрісі звання «Заслужений професор Київського університету імені Тараса Шевченка» (однак це подання не було розглянуте через передчасну смерть ученого).
У пам'ять про Стріху від 2004 року проводяться щорічні Академічні читання пам'яті Віталія Стріхи, які є головним науковим форумом АН ВШ України.

## Електронні ресурси
- Радіофізичний факультет Київського національного університету імені Тараса Шевченка. Персоналії [Архівовано 17 серпня 2007 у Wayback Machine.]
- Стріха Максим. Академія професора Стріхи // Дзеркало тижня. — 2007. — № 10
- Академія наук вищої школи України (короткий історичний нарис)
- Стриха Максим. Слово об отце // Зеркало недели. — 1999. — № 11 (20—26 марта)
- Стриха Виталий. Три советских мифа украинской науки // Зеркало недели. — 1996. — № 11 (16 — 22 марта).